# Walter Richter-Ruhland
Walter Richter-Ruhland (* 8. August 1910 in Ruhland; † 5. August 1975 in Hannover) war ein deutscher Schriftsteller. Sein Werk besteht aus wenigen Prosa-Texten, vielen Gedichten in Anthologien und auch eigenen Gedichtbänden sowie Übersetzungen russischer Literatur. Als wichtigstes Prosawerk gilt seine Romanerzählung Die Jahre hinab. Aufzeichnungen eines Sonderlings (1956) Der Schwerpunkt seiner Lyrik-Veröffentlichungen liegt in den 1960er und 1970er Jahren, zuletzt mit dem Band Zeitspindel (1975). Die Übersetzungen russischer Erzählungen zusammen mit Ottomar Schwechheimer stammen vorwiegend aus den 1960er Jahren.

## Biografie
Der Autor wurde als Walter Richter am 8. August 1910 in Ruhland (Niederschlesien) geboren. Den Geburtsort fügte er später seinem Namen hinzu, um Namensverwechselungen zu vermeiden. Die Schreibweise seines Vornamens mit „h“ wurde behauptet, ist aber nicht belegt.
Walter Richter besuchte in Gutenborn die Volksschule und in Spremberg das Gymnasium. Bereits in der Sekunda veröffentlichte er erste Gedichte in einer Anthologie. Aus Schulzeiten auf dem Spremberger Gymnasium rührt seine Bekanntschaft mit Peter Jokostra.
Ab 1930 absolvierte Walter Richter eine Lehre zum Buchhändler. 1933 fand er eine Anstellung als Buchhändler in Paris. Ab 1934 war er Hilfsangestellter bei verschiedenen Ämtern, bis er 1939 eine Stelle als Verlagsbuchhändler in Leipzig fand. Im Herbst 1939 wurde Walter Richter zum Kriegsdienst verpflichtet, ab 1941 direkt in der Wehrmacht. 1944 geriet er bei Brest in Gefangenschaft, aus der er 1948 nach Deutschland zurückkehrte.
Nach einer Hilfstätigkeit in einem englischen Verpflegungsamt bei Hannover wurde Walter Richter Verwaltungsangestellter im öffentlichen Dienst in Hannover und Hildesheim, hauptsächlich befasst mit der Umsetzung der Entschädigungsgesetze. 1974 ging Walter Richter-Ruhland vorzeitig in Rente, um sich ganz dem Schreiben widmen zu können. Er starb jedoch bereits am 5. August 1975 in Hannover.

## Schriften

### Jugendgedichte
Jokostra zufolge veröffentlichte Richter-Ruhland bereits als Oberschüler erste Gedichte „in einer überregionalen Anthologie“. Das erste derzeit zugänglich veröffentlichte Gedicht des 16-17-Jährigen stammt von 1927. Die ersten heute noch auffindbaren Veröffentlichungen stammen von 1930. Ein weiterer ihm zugeschriebener Liedtext ist in der Deutschen Nationalbibliothek gelistet.

### Gedichte in Anthologien
Nach Krieg und Gefangenschaft war Richter-Ruhland zunächst nur sporadisch in Anthologien vertreten, bis 1960 in fünf Sammelwerken mit 16 Gedichten, die vorwiegend, wenn auch nicht durchgehend, die Verarbeitung von Krieg und Heimkehr beinhalten. In den folgenden 15 Jahren sind seine Gedichte dann regelmäßig in Anthologien und Jahrbüchern vertreten, so in vier Jahrgängen von  Lyrik in dieser Zeit  (u. a. hrsg. von  Wolfgang Weyrauch). Hinzu kommen zwei Hefte der Zeitschrift Dimension der University of Texas at Austin, in denen jeweils eine Reihe von Gedichten in englischer und deutscher Fassung veröffentlicht wurden.

### Eigene Gedichtbände
Der erste eigene Gedichtband erschien 1968 bei Limes unter dem Titel Eine Reise, ein Tag, eine Rose, enthaltend 56 Gedichte. Deren Thematik erstreckt sich von Naturbetrachtungen über Heimatsuche bis zu Befürchtungen aus Gegenwart, Vergangenheit und Zukunft. In ähnlichem Umfang folgten Meine Waffe Bleistiftstummel (Limes, 1971) und In erster Person Einzahl (Delp, 1974). Der Stil wurde karger, der Ton verhaltener, nicht selten unterschwellig ironisch. Eine besondere Rolle spielt der Band Kalliste (Bläschke 1974), gefolgt von Zeitspindel (Limes 1975). Nicht nur, weil der Autor bei dessen Erscheinen bereits verstorben war, kam diesem thematisch erweiterten Werk seitens seiner Rezensenten besondere Aufmerksamkeit zu.

### Prosatexte
1956 erschien Richter-Ruhlands einzige Romanerzählung Die Jahre hinab. Aufzeichnungen eines Sonderlings bei Kiepenheuer & Witsch. Er beschreibt den letztlich nicht gelungenen Versuch, sich als Kriegsheimkehrer in der bundesrepublikanischen Nachkriegswelt zurechtzufinden. Diese „Aufzeichnungen… ließen aufhorchen“, so eine posthume Rezension, führten aber auch zu Unsicherheiten bezüglich der Beurteilungen. Franz Schonauer zieht eine Parallele mit Becketts Warten auf Godot und Molloy und sieht in dem Roman die „Freiheit des Neinsagenkönnens“; er versteht ihn auch als einen „bösen Hohn“ auf „rapide wachsenden Wohlstand und restaurierte Bürgerlichkeit“. Karl Krolow bescheinigt dem Buch „etwas Irritierendes, zugleich Faszinierendes“, „ein hohes Maß an hartnäckiger Beobachtungskraft und nicht selten schonungsloser Konsequenz“. Allgemeinere Bezüge des Textes etwa zur Vergangenheit des Krieges wurden in den zeitgenössischen Rezensionen allerdings nicht thematisiert; die Rezensenten sahen in der Erzählung eher eine „individuelle Résistance“ (Schonauer).
Neben und nach dem Roman erschienen mehrere Kurzerzählungen in verschiedenen Textsammlungen, namentlich Die Katze (1956 BRD, 1973 DDR), Schulze, EK& Co (1965), Wer ist Kaldenbach (1969) sowie Zilly und andere (1974).

### Übersetzungen
Zwischen 1958 und 1968 entstanden insgesamt 14 Bücher mit Erzählungen russischer Autoren, übersetzt von Ottomar Schwechheimer (Rohübersetzung) und Walter Richter-Ruhland. Sie erschienen vorwiegend in der Reihe Goldmanns Gelbe Taschenbücher. Die übersetzten Autoren reichten von Alexander Puschkin über Iwan Turgenjew, Mamin Sibirjak, Anton Tschechow, Maxim Gorki, Iwan Bunin, Michail Sostschenko bis zu Jurij Olescha. Zeitlich umfassen diese literarischen Texte also Russlands Aufbruch in die Moderne bis zur Entfaltung des Stalinismus.

## Zeitgenössische Rezeptionen
Posthum und schon zu Lebzeiten sahen Rezensenten in verschiedenen Zeitungen in Walter Richter-Ruhland einen „skeptischen, sensiblen Lyriker, einzelgängerisch in seiner Art“ (AH), als „eine Art lyrischer Reporter [mit] skeptischen Betrachtungen der Gegenwart“. (WAZ) „Er gehört zu den Autoren stiller Präsenz, über die man nicht diskutiert, aber mit denen man rechnet“ (SZ). „Er ist auf unauffälligere Wirkungen aus“ (Krolow, SZ). „Die Konzeption des Autors wird mit jeder Zeile deutlich: bei Aussperrung aller schmückenden Beiwörter die äußerste Präzision der bildhaften Aussage zu erreichen“ (Jokostra, Die Welt). Ein Nachruf von Ilse Tielsch Felzmann in Podium Nr. 20 würdigt „knappe, präzise, eigenwillige Formulierungen“, „in der Wortwahl auf Wesentlichstes reduziert“, „trotzdem .. rühren [die Gedichte] an, gehen unter die Haut. Das liegt wohl vor allem an der Aufrichtigkeit des Autors.“

## Auszeichnungen (Auswahl)
- 1975: Andreas-Gryphius-Preis (Ehrengabe)[18]